# Ramón Esteve Cambra
Ramón Esteve Cambra (València, 25 d'agost de 1964) és un arquitecte i dissenyador. Es va doctorar en Arquitectura per la Universitat Politècnica de València, on va ser professor des de 2005 fins a 2018. Va fundar Ramón Esteve Estudio en 1991. El 2018 va rebre el Premi Land Rover Born per la rehabilitació de l'edifici Bombes Gens de València, una antiga fàbrica de 1930 que ha recuperat el seu passat art decó.

## Trajectòria
Nascut a València, el 1990 es va llicenciar en Arquitectura per l'Escola Tècnica Superior d'Arquitectura de Madrid. El seu primer encàrrec professional va ser dissenyar un estand per Kodak a la Fira SIMO de Madrid. Des de llavors, ha treballat en tant en el camp de l'arquitectura i l'interiorisme com en el del disseny industrial. Ha realitzat tant habitatges unifamiliars singulars com obra pública sanitària, docent i cultural, així com edificis privats d'ús públic com oficines, hotels o restaurants, i instal·lacions d'arquitectura efímera, interiorisme i disseny de producte. El 1996 va començar a treballar també en l'àmbit del disseny Industrial, amb el disseny del mobiliari d'exterior de la col·lecció Na Xemena, concebuda en la primera fase d'el projecte arquitectònic de la casa que rep el mateix nom. És a partir de llavors quan comença la seva carrera com a dissenyador paral·lelament a la seva faceta d'arquitecte. Des de llavors, s'interesa en concretar la relació existent entre arquitectura i mobiliari i la importància de aquesta relació com a eina en la formalització de l'espai interior arquitectònic. Les seves obres i dissenys han sigut reconeguts amb diversos premis i exposicions monogràfiques, a espais com l'Institut Valencià d'Art Modern.
Entre els seus projectes arquitectònics més destacats es troben la Casa Na Xemena (Eivissa, 2003), el Centre d'investigació Príncep Felip (València, 2004), l'hotel NH Palacio de Tepa (Madrid, 2010), el nou Hospital La Fe (València, 2011), la Villa Sul Palazzo (Roma, 2017), la rehabilitació de l'edifici de Bombas Gens (València, 2018) o la Jubail Island (Abu Dhabi, 2019), així com diverses vivendes unifamiliars singulars. El 2021 es va fer públic que seria l'encarregat de renovar la Fàbrica de Tabacs d'Alacant per convertir-la en un centre cultural.
Pel que fa al disseny industrial, destaquen col·leccions com Origami (Vibia, 2009), Faz (Vondom, 2010), Lignage (Porcelanosa, 2018) o Daybeds (Vondom, 2020).

## Exposicions
- Ramón Esteve, desde la arquitectura. IVAM 2010.[7]
- XL/xs. Espai Rambleta. 2014[8]
- Ramón Esteve Retrospectiva. Feria Hábitat Valencia. 2019[9]

## Premis i reconeixements
- 2004 — Premi Col·legi d'Arquitectes d'Eivissa i Formentera. Habitatge Na Xemena.[10]
- 2011 — Premi ADCV 2011. Millor Disseny Industrial per a espais públics i arquitectura-contract. Col·lecció LINK, Vibia.[11]
- 2011 — Premi European Hotel Design Awards 2011. NH Palacio de Tepa.[12]
- 2013 — Primer Premi Aplus 2013 Arquitectura Sanitària. Grup Via. CEAM Sant Rafael.
- 2014 — Dissenyador de l'any. ELLE Decor Espanya.
- 2015 — Dot Network Award. Product Design 2015. Honourable Mention. Daybed FAZ, Vondom.
- 2015 — Premi Best of Year Interior Design, Nova York. Daybed Ulmm Vondom.
- 2018 — Premi Land Rover Born. Bombes Gens.[13]
- 2018 — Black & Gold Medal Gran Premi Europeu de la IX Biennal Iberoamericana CIDI d'Interiorisme, Disseny & Paisatgisme 2017 - 2018. Casa Sardinera.
- 2019 — Good Design Award 2018. Col·lecció Tablet, Vondom.
- 2019 — Premis COACV 2019 (Col·legi d'Arquitectes de la Comunitat Valenciana). Menció d'Honor en Arquitectura. Refugi a la Vinya
- 2020 — Premi Fora de Sèrie Disseny i Innovació. Llum Black, LZF Lamp
- 2021 — Wallpaper Design Award 2021. Daybed Vineyard per Vondom.[14]